# Фанґ
Фанґ (мфанґ, панґве) — група народів банту у Центральній Африці.

## Розселення, чисельність, мова і релігія
Представники народів фанґ живуть у Габоні (0,42 млн чоловік), Камеруні (2,1 млн чоловік) та Екваторіальній Гвінеї (0,28 млн чоловік), ще 5 тис. чоловік живуть у Конго.
Народи фанґ розмовляють окремими мовами банту. За релігією більшість фанг прибічники традиційних культів; також є протестанти, католики й послідовники афро-християнських сект.

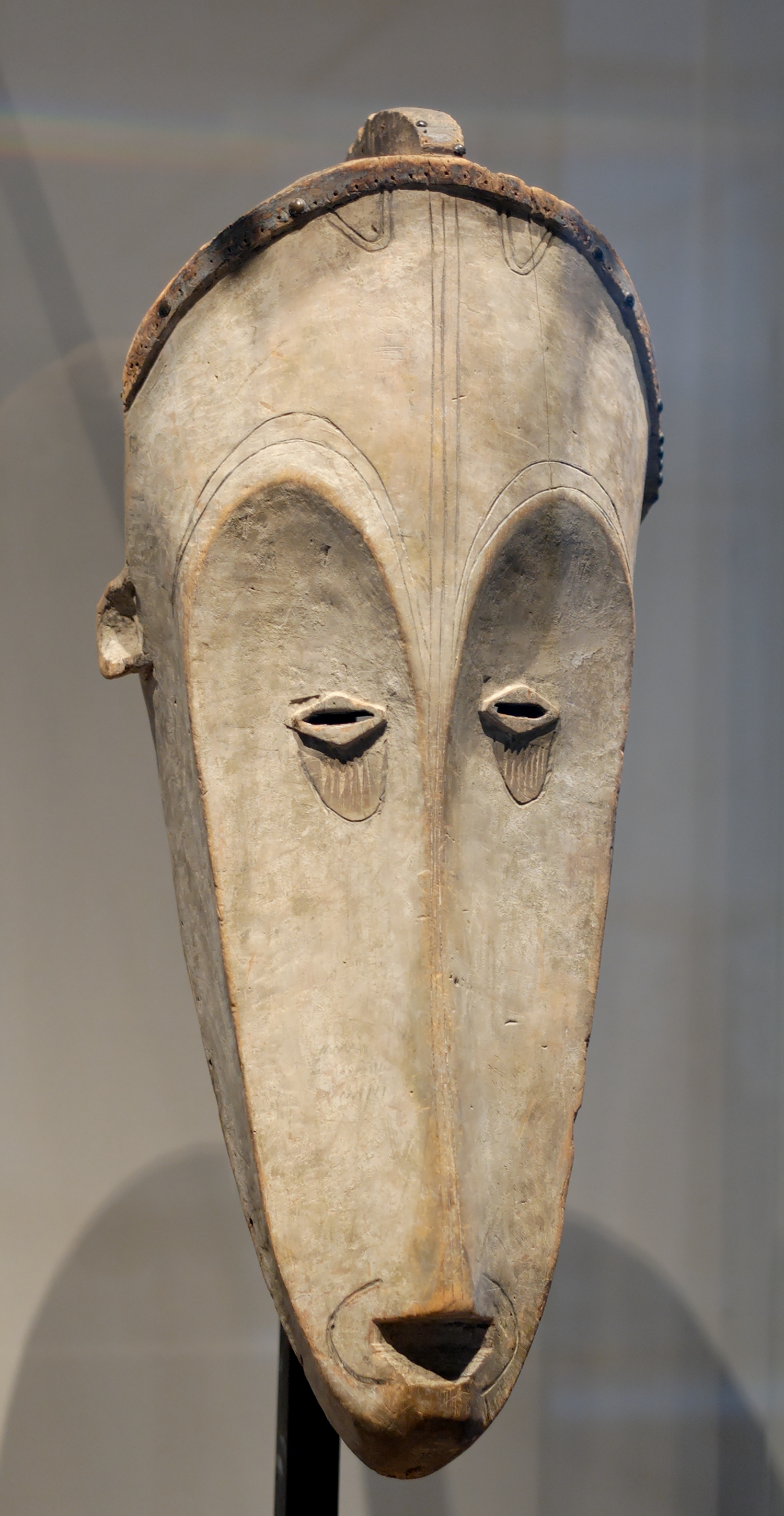
Маска фанг, Музей Людини, Париж

## Дані з історії, господарства і суспільства
Предки народів фанґ переселилися з басейну річки Конго на початку XIX століття, відтіснивши пігмеїв.
Традиційні заняття народів фанґ — тропічне ручне підсічно-вогневе землеробство (елевсина, сорго, кукурудза, арахіс, ямс, маніок, овочі, банани), мисливство, рибна ловля тощо.
Ремесла — різьбярство на кістці й дереві, гончарство, плетіння, ковальство.
Основа соціальної влади — сільська община. Існували таємні союзи.
Традиційні вірування — культ предків та віра в духів.